# Joseph Leidy
Joseph Leidy est un paléontologue, parasitologiste et anatomiste américain, né le 9 septembre 1823 à Philadelphie et mort le 30 avril 1891  dans cette même ville.

## Biographie
Leidy est professeur d’anatomie à l’université de Pennsylvanie puis professeur d’histoire naturelle au Swarthmore College. Il publie Extinct Fauna of Dakota and Nebraska en 1869 où il décrit de nombreuses espèces nouvelles.
C’est Leidy qui décrit l’holotype d’Hadrosaurus foulkii, découvert dans un dépôt de marne du New Jersey. C’est le premier squelette presque complet d’un dinosaure jamais découvert. Il reçoit la médaille Lyell en 1884.
On lui doit également des travaux en phycologie, en mycologie et en microscopie.
Joseph Leidy fut la première personne à se servir d'un microscope dans une enquête, en 1846. Ce scientifique américain examina le sang trouvé sur la hache d'un fermier, lequel prétendait que c'était du sang de poule : il établit qu'en fait il s'agissait de sang humain, et le fermier passa aux aveux.

## Hommages

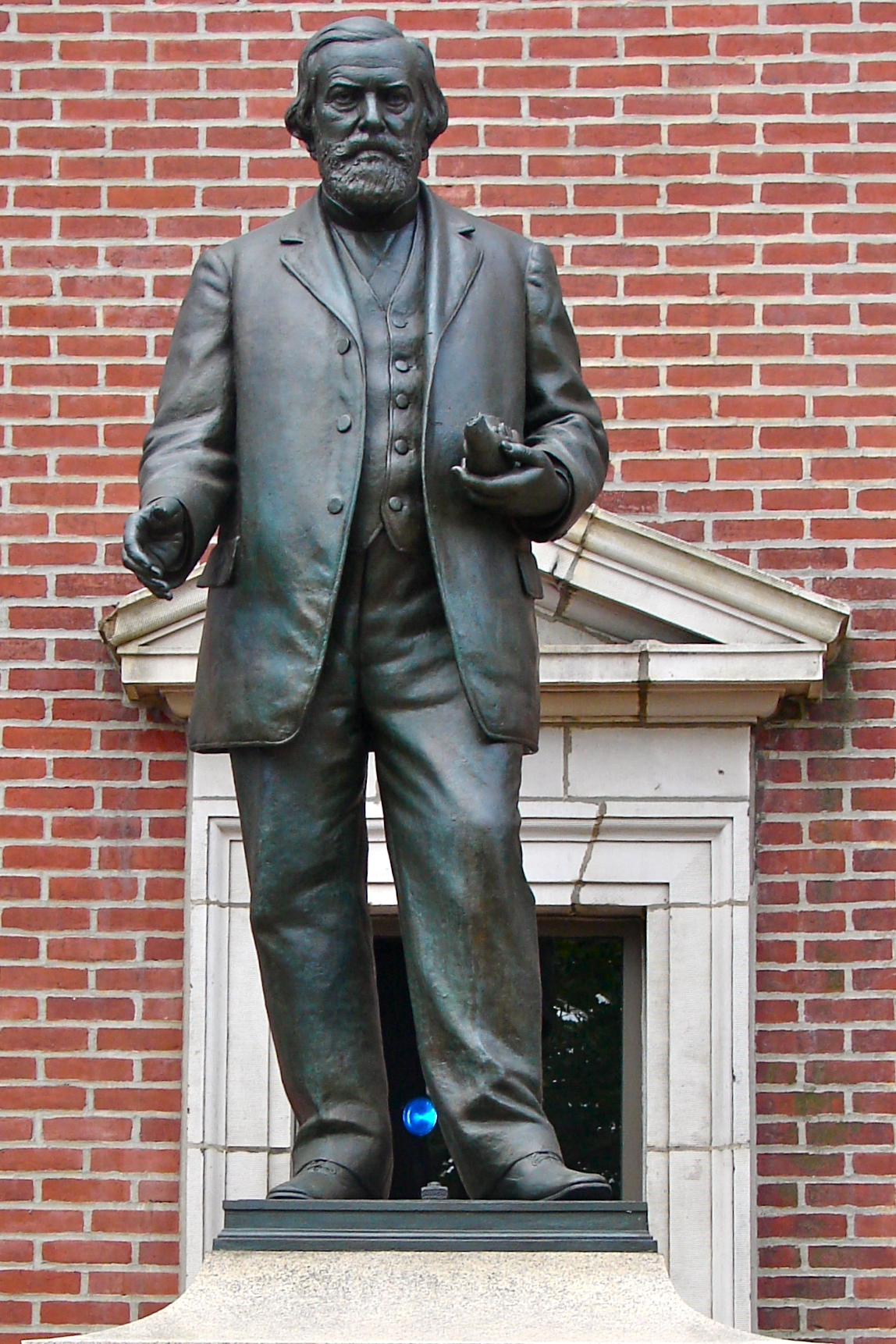
Statue de Joseph Leidy par le sculpteur Samuel Murray.

Le Glacier Leidy au nord-ouest du Groenland a été nommé par l'explorateur américain Robert Peary en son honneur.